# Энергонезависимая память
Энергонезависимая память (англ. Non-Volatile Random-Access Memory; NVRAM) — разновидность запоминающих устройств с произвольным доступом, которые способны хранить данные при отсутствии электрического питания. Может состоять из модуля SRAM, соединённого со своей собственной батарейкой. В другом случае SRAM может действовать в связке с EEPROM, например, флеш-памятью.
В более общем смысле энергонезависимая память — любое устройство компьютерной памяти или его часть, сохраняющее данные вне зависимости от подачи питающего напряжения или способа активации памяти, к примеру транспондер для радиочастотной идентификации. Однако подпадающие под это определение носители информации — ПЗУ, ППЗУ, устройства с подвижным носителем информации (диски, ленты) и другие — носят свои, более точные названия. Поэтому термин «энергонезависимая память» чаще всего употребляется более узко: по отношению к полупроводниковой БИС запоминающего устройства, которая обычно выполняется энергозависимой, и содержимое которой при выключении обычно пропадает.

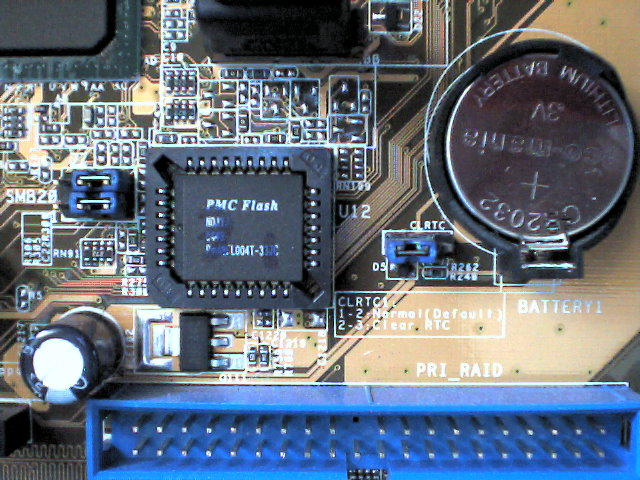
Микросхема КМОП (содержит BIOS и настройки) на материнской плате компьютера, подпитываемая литиевой батарейкой

Условно энергонезависимой памятью можно считать энергозависимую память, имеющую внешнее питание, например от батареи или аккумулятора. Например, часы на системной плате персонального компьютера и небольшая память для хранения настроек BIOS питаются от компактной батарейки, закреплённой на плате.
Современные RAID-контроллеры могут оснащаться аккумулятором, который сохраняет данные в DRAM-памяти, используемой в качестве буфера.
В начале 2010-х годов наиболее широко распространённой энергонезависимой памятью большого объёма являлась флеш-память NAND (Charge Trap Flash).
Исследуется множество альтернативных технологий энергонезависимой памяти, некоторые из которых могли бы заменить флеш-память после её приближения к физическим пределам масштабирования, например: FeRAM, MRAM, PMC, PCM, ReRAM и ряд других